# Limma
El limma o leima (resto, en griego) es un semitono diatónico del sistema de Pitágoras, menor que el apotomé o semitono cromático.  En este sistema, el tono se divide en dos partes desiguales: la limma y el apotomé. La medida comparativa de este intervalo es de 90.2 cents. Así pues, es también menor que el semitono temperado, que tiene 100 cents.
El pequeño semitono diatónico del sistema de Pitágoras tiene su origen en la diferencia entre la cuarta justa y el ditono pitagórico, que es una tercera mayor grande, y se encuentra dos veces en la escala diatónica mayor, entre las notas mi-fa y si-do. La pequeña dimensión de este intervalo es claramente perceptible al oído y es característica de la escala pitagórica.

## Desarrollo matemático
Dentro del círculo de quintas, la limma se alcanza después de descender cinco quintas pitagóricas y ascender tres octavas:
{\displaystyle \left({\frac {2}{3}}\right)^{5}\times 2^{3}={\frac {2^{5+3}}{3^{5}}}={\frac {256}{243}}}
- Datos: Q1639737